# Centaurea verbascifolia
Centaurea verbascifolia là một loài thực vật có hoa trong họ Cúc. Loài này được Vahl mô tả khoa học đầu tiên năm 1790.